# Айнажі
А́йнажи (латис. Ainaži, нім. Haynasch) — місто-порт на півночі Латвії, розташоване біля естонського кордону на місці колишнього лівонського рибацького села.

## Назва
- Айнажі, Айнажи (лит. Ainaži;  вимова)
- Гайнаш (нім. Hainasch)
- Гейнасте (ест. Heinaste)

## Географія
Місто-порт розташоване на березі Ризької затоки біля естонського кордону, на місці колишнього лівонського рибацького села.

## Історія
Айнажі має довгу історію суднобудування і мореплавства. В 1864 році за ініціативою Крішьяніса Валдемарса в місті була побудована перша латиська морська школа. У 1905 була побудована комерційна гавань, але сьогодні Айнажі не є центром морської діяльності, з тих пір, як ця промисловість була серйозно пошкоджена в часи війни.

## Економіка
Зараз, найголовніша промисловість — лісоводство, деревообробка і торгівля. Крім того, його розташування на латвійсько-естонському кордоні сприяє розвитку міжнародного транспортного транзиту.

## Туризм
Сьогодні в будівлі морської школи існує музей, Ainažu jūrskolas muzejs, присвячений історії школи і традиції суднобудування уздовж узбережжя Відземе.